# Pontederia sagittata
Pontederia sagittata là một loài thực vật có hoa trong họ Pontederiaceae. Loài này được C.Presl miêu tả khoa học đầu tiên năm 1827.